# Wesselényi-emlékmű (Zilah)
A zilahi Wesselényi-emlékmű, Fadrusz János alkotása, a város főterén áll 1902 óta. A szobor ifjabb Wesselényi Miklóst ábrázolja egy jobbággyal.

## Története
A szoborállítás kezdeményezője Pungor Gyula, a zilahi polgári fiúiskola tanára volt, aki 1891. október 2-án a megyei tantestület ülésén tett erre javaslatot. A vármegye közgyűlése 1891. október 19-én elfogadta az előterjesztést, és sor került egy szoborbizottság felállítására. A bizottság vezetője Szikszai Lajos alispán lett, tagjai Zilah, Szilágysomlyó és a környező falvak értelmisége, birtokosai és polgárságának képviselői voltak. A bizottság 1891. november 9-én országos gyűjtést indított a szobor anyagi fedezetének előteremtésére, Szikszai alispán pedig vármegyei pótadót szavaztatott meg az ügy érdekében. Az első adomány Versecről, az első nagyobb összeg Budapest főváros tanácsától érkezett.
1894. szeptember 2-án pályázatot írtak ki 1894. december 30-i határidővel, amelyre Széchy Antalt, Sennyei Károlyt, Bezerédi Gyulát és Holló Barnabást hívták meg. A kiírás szerint az emlékmű összes költsége nem haladhatta meg a 40 000 koronát, és 1896. május 1-jére a helyén kellett állnia. A pályázatra csak Holló Barnabás és Bezerédi Gyula küldött szobortervet, a másik két művész elfoglaltságára hivatkozva visszalépett. A pályázatot 1895. március 16-án sikertelennek nyilvánították. Ezt követően Ferenczi Zoltán közvetítésével Fadrusz Jánost kérték fel; a köztük fennmaradt levelezés alapján Miklósi Sikes Csaba azt a következtetést vonta le, hogy Ferenczi már korábban közbenjárt Fadrusz érdekében. 1895. augusztus 1-jén Fadrusz bemutatta a szobor tervét Zilahon, és két nap múlva előszerződést kötöttek. 1895. november 29-én sor került a végleges szerződés megkötésére, amelyben a művész vállalta, hogy a minta másfélszeresét 1897. július 1-jére bronzba önti. 1897. szeptember 29-én azonban csak a gipszminta volt készen; Fadrusz ugyanis a zilahi Wesselényi-szoborral párhuzamosan a kolozsvári Mátyás király-emlékművön is dolgozott. Balázs Árpád nótaszerző közlése szerint a szobor készítésében Fadrusz János felesége is részt vett, a jobbágy szűrjét teljes egészében ő mintázta.
A gipszmintát Beschorner cég budapesti öntödéjébe szállították, amely 1899. decemberében készült el az alakok bronzba öntésével; a szobor felavatását ekkor még 1900. júniusra tervezték. 1899. júliusban Fadrusz Zilahra utazott, ahol kijelölte a szobor helyét, és bemutatta a szobor vaskerítésének tervét. A kerítés elkészítésére Marton Lajos műlakatost kérte fel.
A szobor két alakja 1901. január 30-án érkezett meg Zilahra, a kerítés részei pedig márciusban; júniusban már a szobor felállításán dolgoztak, szeptemberben az utolsó simításokat végezték a talapzaton. Az avatást 1901. őszére tervezték, de az avató beszédet tartó Szilágyi Dezső elfoglaltsága miatt következő év májusra halasztották. Miután Szilágyi 1901. július 30-án elhunyt, többen elutasították a szoborbizottság felkérését a beszéd megtartására. Végül 1902. március 22-én Beöthy Zsolt író elvállalta az avató beszédet.
Az emlékmű avatására 1902. szeptember 18-án került sor. Az ünnepség Szilágy vármegye díszközgyűlésével kezdődött, ahol Wesselényi Miklós főispán (a szobron ábrázolt Wesselényi fia) mondott beszédet. A közgyűlésen jelen voltak az egyes megyék és városok képviselői, de képviseltette magát a Magyar Tudományos Akadémia, a Kisfaludy-társaság, a Budapesti Tudományegyetem, a József-műegyetem, a Kolozsvári Ferenc József Tudományegyetem, számos irodalmi társaság és civil testület. Megjelent a majdnem teljes Wesselényi család, valamint az erdélyi arisztokrácia tagjai. A főtéren tartott avatási ünnepségen Beöthy Zsolt beszédében párhuzamot vont Wesselényi Miklós és Széchenyi István között, majd Zempléni Árpád szavalta el ódáját. A következő hónapban Zilah városa díszpolgárrá avatta Fadrusz Jánost.
1918-ban a román hadsereg előrenyomulásakor a szobrot golyótalálat érte; az utólagos vizsgálatok szerint valaki közvetlen közelről lőtt Wesselényi mellkasára.
1934-ben a Magyar Párt úgy értesült, hogy a szobrot le akarják rombolni, ezért a párt vezetősége a rendőrséghez fordult védelemért. A rendőrség elutasította a kérést, ezért Willer József a párt nevében a belügyminisztériumtól kért sürgős intézkedést; erre nézve a belügyminiszter helyettese kedvező határozatot hozott. Ennek ellenére Szilágy megye időközi bizottsága 1934. december 18-án megbízta a prefektust a szobor eltávolításával. Wesselényi István 1935. február 20-án kérte, hogy a szobrot adják át a családnak, de kérését az időközi bizottság elutasította. 1935. április 24-ről 25-re virradó éjjel a szobrot lebontották, és a vármegyeház levéltárában helyezték el. A szobor helyén, az eredeti vaskerítésen belül a szemközti vendéglő nyári uzsonnázóhelyet rendezett be. A vaskerítést utóbb Drág falu ortodox temploma kapta meg.
A második bécsi döntést követően 1942. szeptember 9-én a szobrot helyreállítás után újból felállították eredeti helyen, de ekkor már kerítés nélkül, és magasabb posztamensen. Ebből az alkalomból Szinyei Merse Jenő vallás- és közoktatásügyi miniszter mondott beszédet. Az ünnepségen Fadrusz János özvegye is részt vett. 
Az 1950-es években a szobrot deszkával vették körbe; Szilágyi István visszaemlékezése szerint „lekenték piros, rókavörös színre, brosúrapirosra, és rajta lógtak a véres-bárdos Titónak a karikatúrái, és a kulákoknak a listái, hogy kiket kell gyűlölni”. 1956 őszén, a magyarországi forradalom idején a deszkákat eltávolították.
2019-2020-ban az emlékmű talapzatát és kőből készült elemeit felújították.

## Leírása
A szoborcsoport sziklaormon álló alakjaiból háromszög rajzolódik ki.  A felszabadított jobbágy fejét Wesselényi Miklós felé emeli, aki eléje megy,  kinyújtott jobb karját a paraszt vállára teszi, és a szemébe néz. Mozdulata nem leereszkedést, hanem szeretetet sugall, mint ahogy a paraszt sem kegyet kér, hanem jogot. A két alak, a paraszt és a báró majdnem egyenrangú. A paraszt ünnepi viselete azt sugallja, hogy mintegy a parasztság szószólójaként fordul urához. Wesselényi mögött egy sziklára dobott mente és egy babérkoszorú látható, rajta A Szabadság bajnokának / Szemere Miklós felirattal.
Petri Mór szerint az ábrázolt jelenet Bánk bánra és Tiborcra emlékeztet, Kristóf György szerint Fadrusznak sikerült megragadnia Wesselényi legfontosabb vonását, cselekvő jogtiszteletét.
Fadrusz János Wesselényi alakját Kemény Zsigmond leírása és Barabás Miklós 1836-ban készült festménye alapján mintázta, a paraszt alakját pedig számos néprajzi tanulmány után dolgozta ki. Egyes vélemények szerint a paraszt modellje Samson Pop szilágyrónai juhász volt; Beke György szerint ez nem bizonyított.
Az alakok ábrázolását az anatómiai pontosság és a részletek gazdasága jellemzi: a paraszt csizmája, cifra szűre, fésű a hajában, kostök a gatya korcában stb.

## Kapcsolódó szócikk
- Wesselényi Miklós emléktáblája